# 渋谷怪談
『渋谷怪談』（しぶやかいだん）は、日本のホラー映画。2004年2月7日、続編『渋谷怪談2』と同時公開。都市伝説を題材とし、東京都渋谷区を舞台とした作品である。

## ストーリー
女子大生の八島リエカは友人たちとキャンプを楽しんだ後、赤ん坊の声のような奇妙な幻聴に悩まされ始める。
やがてキャンプ仲間が次々に失踪し、変死してゆく。続出する怪現象の中で生き残ったリエカと宮野良平は、キャンプ時に利用した渋谷のコインロッカーが、かつてのコインロッカーベイビーの現場と知る。渋谷には、幸せを呼ぶコインロッカーの噂がある一方、そのロッカーを使った者は呪われるという噂もあった。
リエカと良平は呪いを止めるべく、そのコインロッカーへと向かう。コインロッカーから出現した少女の霊「サッちゃん」が、良平をロッカーへ引きずり込み、さらにリエカに襲いかかる。
後日、リエカは意識不明の状態で、病院に保護される。半年後、リエカの教え子の綾乃はそれを知り、リエカを見舞いに行く。意識の無いはずのリエカが綾乃にコインロッカーの鍵を渡すことで、物語は次作へと続き、本映画は終わる。

## 登場人物
八島 リエカ（やじま リエカ）
演 - 水川あさみ
帝都大学2年生。アルバイトで綾乃の家庭教師を務めている。仲間たちとのキャンプの後に怪現象に遭遇し始め、次々に仲間を失いながらも、恐怖の中で一連の謎を追う。20歳。
宮野 良平（みやの りょうへい）
演 - 柏原収史
広尾大学2年生。リエカたちのキャンプのメンバーの1人。一連の怪事件の中、リエカと共に最後まで生き残り、共に事件の謎を追う。20歳。
松川 夕菜（まつかわ ゆうな）
演 - 森下千里
リエカの大学での友人で、キャンプのメンバーの1人。リエカとの買物の途中、ブティックの試着室で消息を絶ち、後に変死体で発見される。20歳。
深見 愛（ふかみ あい）
演 - 鈴木繭菓
リエカの大学での友人で、キャンプのメンバーの1人。彰彦と親しくなるが、後に廃人同様の状態で夜の渋谷をさまよい、保護先の病院で、首つり状態で死亡する。20歳。
高原 圭太郎（たかはら けいたろう）
演 - 弓削智久
良平の大学での友人で、キャンプのメンバーの1人。キャンプ中に一同を驚かせようと水子地蔵の首を折っており、一連の元凶が自分だと思い始める。地蔵を供養して安心したのも束の間、リエカたちの目の前で変死する。21歳。
柳 彰彦（やなぎ あきひこ）
演 - 和田聡宏
良平の大学での友人で、キャンプのメンバーの1人。愛と親しくなるが、愛の失踪後、彼女の部屋で廃人同様の状態をリエカに発見され、目の前で変死する。19歳。
久保 綾乃（くぼ あやの）
演 - 堀北真希
リエカが家庭教師を務める先の教え子。渋谷向陽中学の3年生。母を亡くし、父とも疎遠な生活を送っており、リエカを唯一頼れる存在としている。続編以降の『渋谷怪談2』『サッちゃん 続・渋谷怪談』にも登場する。
掛沢 裕一（かけざわ ゆういち）
演 - 永澤俊矢
明和大学病院の精神科医。保護された愛の担当医であり。同病院には圭太郎も通院していた。
村松 恵（むらまつ めぐみ）
演 - 原史奈
明和大学病院の看護師で、掛沢の助手。
宇田 研二（うだ けんじ）
演 - 津田寛治（友情出演）
会社員。夜の街で、廃人同様となった愛に遭遇し、彼女を泥酔状態と思い込んで夜を共にしようとするが、愛により後述のコインロッカーのもとへ連れて行かれ、死亡する。
サッちゃん
演 - 左近香澄
少女の霊。渋谷の町外れのコインロッカーを使った者を次々に呪い殺す。「サッちゃん」の名は、かつて死体で発見されたコインロッカーベイビーに警察が名づけた仮の名前。

## 制作
かつて恐怖の対象だった妖怪や幽霊が憧憬の対象となり、かわって都市の闇を具現化した都市伝説が恐怖の対象となった現代の時代背景をもとに製作された作品であり、「だるま」「星を見る少女」「コインロッカー・ベイビー」など、著名な都市伝説が作中の題材とされている。
渋谷を舞台としたのは、日本の繁華街は都市伝説に不可欠である若者たちの流行や噂話の発信源であり、無数の都市伝説を吸収して膨張する巨大な舞台装置と考えられたことによる。友情出演の津田寛治は、渋谷は安易にセックスが行われ、堕胎も多く行われているであろう街であり、そうした土地で子供が復讐の如く怪異を起こすという設定を評価している。しかしながら実際の撮影では、「架空の街や郊外では駄目」として、実際の渋谷でのロケを敢行したものの、道路使用許可が下りにくく、人手の少ない深夜や、郊外での撮影が多かった。そうしたロケーション撮影上の事情もあり、渋谷の空気感が希薄との指摘もある。
製作発表時は、特撮テレビ番組『百獣戦隊ガオレンジャー』で一躍有名となった新鋭・堀江慶が監督を務めることや、水川あさみや堀北真希ら、フレッシュ、実力派、個性派の俳優たちの出演が話題となった。堀江にとっては、商業作品で監督を務めたのは本作が初である。
水川あさみは、本作が映画初主演となった。堀江は「最初に脚本を読んだときから、『リエカ役はあさみちゃんにぜひお願いしたい』と思っていた」と語っており、次々に起こる奇怪な事件の中で最後まで生き残る主人公として、それにふさわしい感性を持つ俳優として堀江が強く推薦したことで出演に至った。水川の本作での演技は、2014年公開の『バイロケーション』での主演時にも生かされることとなった。
後のシリーズ展開においては、堀北や森下千里が人気を得る前に出演していた作品として注目された。

### スタッフ
- 監督：堀江慶
- 監督補：大原盛雄
- 企画：熊澤芳紀
- プロデューサー：柴田一成、梶研吾、岩佐陽一
- 脚本：福谷修
- 原案：柴田一成
- 撮影：百束尚浩
- 美術：丸尾知行
- 照明：野村泰寛
- 音楽：Rings
- 録音：伊藤裕規
- 編集：松田和茂
- 音響効果：小山秀雄
- 助監督：三井健太郎、中田麻紀子、松本洋平

### 音楽
- 主題歌「メランコリック」（作詞・作曲・歌：清家千晶）

## DVDリリース・派生作品
本作上映に先駆けて2004年1月12日、原作小説『渋谷怪談』が発行された。この小説には久保綾乃を主人公とした本作以降のエピソードも含まれており、このエピソード部分の映画化作品が、本作と同時公開された続編『渋谷怪談2』である。本作と『渋谷怪談2』は、同時に撮影が行われた。
同年6月25日、本作のDVD化作品である『渋谷怪談 デラックス版』、『渋谷怪談2』のDVD化作品『渋谷怪談2 デラックス版』、両作品を同梱したDVD-BOX『渋谷怪談BOX』が同時発売された。
後にはさらに続編『サッちゃん 続・渋谷怪談』『渋谷怪談 サッちゃんの都市伝説』『渋谷怪談 THE リアル都市伝説』が、小説、インターネットテレビ、映画など様々なメディアミックスで発表され、2006年には全国のアミューズメント施設で『渋谷怪談 コインロッカーのサッちゃん』が上映された。
2008年4月23日、これまでの映像作品をすべて網羅するDVD-BOX『渋谷怪談 “最凶”大全集』が発売。前述の『コインロッカーのサッちゃん』は、これが初ソフト化となった。